# Arenaria amdoensis
Arenaria amdoensis är en nejlikväxtart som beskrevs av Li Hua Zhou. Arenaria amdoensis ingår i släktet narvar, och familjen nejlikväxter. Inga underarter finns listade i Catalogue of Life.